# Kalamariá
Kalamariá (görög betűkkel Καλαμαριά) város Görögország északi részén, a Szaloniki városi területen. Szaloniki központjától 7 km-re dél-délkeletre fekszik az Égei-tenger partján.

## Története
A területen elsőként a prehisztorikus időben laktak. Település nyomait találták a Karabournaki-foknál.
Kalamariá nevét először 1083-ban említették. A Bizánci és az Oszmán Birodalom idejében néptelen volt a terület, csak halászok fordultak meg itt. Az első telepet az 1920-as évek elején hozták létre a Grúziából és Kis-Ázsiából elűzött görög diaszpóra számára. Ekkor kb. 100 000 menekült telepedett le Szaloniki környékén.
1943-ig Szaloniki község része volt, 1943. január 1-jén saját adminisztrációja lett.
A gyors növekedés következtében a Szaloniki és Kalamariá közötti fizikai határ eltűnt, a két település összeért.

## Népesség
2011-ben Közép-Makedónia régió második legnépesebb városa volt. 1991 óta több mint 10%-kal növekedett a lakosság létszáma.
| Év   | Lakosság (fő) |
| ---- | ------------- |
| 1947 | kb. 14.000    |
| 1981 | 51.676        |
| 1991 | 80.698        |
| 2001 | 87.255        |
| 2011 | 91.279        |

## Sport
- Apollon Kalamarias első osztályú labdarúgócsapat.

## Testvérvárosok
- Clearwater, USA
- Dimitrovgrad, Bulgária
- Liptószentmiklós, Szlovákia
- Makajevka, Ukrajna
- Páfosz, Ciprusi Köztársaság
- Saranda, Albánia

## Külső hivatkozások
- Kalamariá hivatalos weboldala (görögül és angolul)
- Kalamariá (görögül)
- Kalamariá története (görögül)
- Kalamariáról[halott link]